# Hamadryas februa
Espèce
Hamadryas februa ou Craqueur gris est une  espèce de lépidoptères (papillons) de la famille des Nymphalidae et de la sous-famille des Biblidinae et du genre Hamadryas.

## Dénomination
Hamadryas februa a été décrit par Jakob Hübner en 1823 sous le nom initial d' Ageronia februa.

### Nom vernaculaire
Hamadryas februa se nomme Craqueur gris en français, Ferentino Calico ou Gray Cracker ou Februa Cracker en anglais,,.

### Sous-espèces
- Hamadryas februa februa présent au Pérou, au Paraguay et au Brésil.
- Hamadryas februa ferentina (Godart, [1824]); présent dans le sud du Texas, au Mexique et au Honduras[1].

## Description
Hamadryas februa est un papillon d'une envergure de 70 mm à 86 mm au dessus marbré de beige et de marron avec une ligne submarginale d'ocelles dont un près de l'apex des ailes antérieures et deux aux ailes postérieures possèdent un croissant orange.
Le revers est blanc avec aux ailes antérieures une partie basale blanche et le reste de couleur marron très largement taché de blanc. Les ailes postérieures sont blanches avec une ligne submarginale d'ocelles blancs cernées de jaune puis d'une ligne marron et une marge marron tachée de blanc.

### Chenille
La chenille est de couleur noire rayée de jaune avec une bande dorsale rouge et de nombreuses épines.

## Biologie
Hamadryas februa vole toute l'année en plusieurs générations en zone tropicale et d'août à octobre dans le sud du Texas.

### Plantes hôtes
Les plantes hôtes de sa chenille sont des Euphorbiaceae, Dalechampia scandens et des Tragia,.

## Écologie et distribution
Hamadryas februa est présent dans le sud du Texas, au Mexique, au Honduras, au Nicaragua, au Pérou, en Uruguay, au Paraguay et au Brésil,.

### Biotope
Hamadryas februa réside en forêt.

### Protection
Pas de statut de protection particulier.